# 대한민국-스리랑카 관계
대한민국-스리랑카 관계는 대한민국과 스리랑카 간의 양자 외교 관계를 의미한다. 공식 외교 관계는 1977년 11월 14일에 수립되었다. 그 이후로 양국은 무역, 개발, 노동 이주 및 문화 교류 분야에서 협력 관계를 발전시켜 왔다.

## 역사
대한민국과 스리랑카 간의 외교 관계는 1977년에 공식적으로 수립되었다. 양국 관계는 수년에 걸쳐 점진적으로 강화되었으며, 고위급 교류와 경제 협력이 확대되고 있다.
2012년 4월, 이명박 대통령은 스리랑카를 방문하여 마힌다 라자팍사 대통령과 회담을 가졌다. 두 정상은 에너지, 인프라, 전자정부 분야의 협력을 강화하기 위해 여러 양해각서(MOU)를 체결했다. 이명박 대통령은 또한 재한 스리랑카인 근로자 2만 명 이상의 공로를 인정했다.
2023년 9월, 제78차 유엔 총회에서 윤석열 대통령은 라닐 위크레마싱헤 대통령을 만났다. 한국은 스리랑카의 경제 회복 계획을 지지하고 스리랑카 청년들의 취업 기회 확대와 기후 변화에 대한 협력을 제안했다.

## 무역 관계
대한민국과 스리랑카 간의 무역이 확대되었지만, 그 균형은 일반적으로 대한민국에 유리했다.

### 개발 협력
1987년부터 대한민국은 스리랑카에 9억 달러 이상의 공적개발원조를 제공해 왔다. 2020~2022년 기본 협약을 통해 스리랑카는 경제개발협력기금(EDCF)으로부터 최대 5억 달러의 소프트 론을 받을 수 있었다. 새마을재단과 KOPIA와 같은 한국 기관들은 농촌 개발 프로그램을 지원해 왔다.

## 재한 스리랑카인
2020년대 초반 기준으로 약 25,000명의 스리랑카인이 고용허가제(EPS)를 통해 대한민국에 고용되어 있다. 2019년 스리랑카 근로자의 한국 내 송금액은 5억 2천만 달러에 달했다.
콜롬보의 EPS 센터는 한국 정부와 채용 및 교육을 조정한다.
국제 노동 기구(ILO) 아시아 태평양 사무소의 2024년 보고서에 따르면, 한국에 거주하는 스리랑카 이주 노동자들은 다른 OECD 국가들에 비해 상대적으로 높은 일자리 유지율과 임금 만족도를 보이고 있다.

## 같이 보기
- 대한민국의 대외 관계
- 스리랑카의 대외 관계